# Estraden
Estraden è un gruppo musicale svedese formatosi nel 2017. È attualmente costituito dai musicisti Carl Silvergran, Felix Flygare Floderer e Louise Lennartsson.

## Storia del gruppo
Gli Estraden si sono fatti conoscere con Mer för varandra, hit numero uno nella Sverigetopplistan. Il loro album in studio d'esordio, intitolato Mellan hägg och syrén (2020), ha esordito all'11º posto della classifica, è stato candidato per un premio Grammis e contiene la hit Bra för dig, certificata triplo platino.
20-nånting (2023) è stato il loro secondo LP a entrare la top 40 svedese. Hanno accumulato due ulteriori dischi d'oro e cinque di platino, per un totale di 480 000 unità certificate dalla IFPI Sverige.

## Formazione
Attuale
- Carl Silvergran
- Felix Flygare Floderer
- Louise Lennartsson

Ex componenti
- Sandro Cavazza

## Discografia

### Album in studio
- 2020 – Mellan hägg och syrén
- 2023 – 20-nånting

### EP
- 2024 – Så mycket bättre 2024 - Tolkningarna

### Singoli
- 2018 – Mer för varandra (con Norlie & KKV)
- 2019 – Vårt år (con i Tjuvjakt)
- 2019 – Vi två
- 2019 – Inget som nu
- 2019 – Smartare (con Molly Sandén)
- 2019 – Bra för dig (con Victor Leksell)
- 2020 – Det svåraste
- 2020 – För evigt (con Jireel)
- 2020 – Dansar med mig själv
- 2020 – Aldrig mer vara du
- 2021 – Sommarn är över (feat. E.A.H.)
- 2021 – Kyssa dig nu
- 2022 – Säg till din mamma
- 2022 – Tusen gånger om (feat. Newkid)
- 2023 – Gråter tillsammans över varandra
- 2023 – Mitt hjärta slår
- 2023 – Glömmer att glömma
- 2023 – Bästa var du
- 2024 – Genom eld & vatten
- 2024 – Jeansjacka
- 2024 – Stenad i Stockholm (con Simon Superti)
- 2025 – Varningsklocka
- 2025 – Bara vi, bara jag, bara du (con i Tjuvjakt)